# 梵天 (映画)
『梵天』（ぼんてん、英: BONTEN）は、2004年に製作された日本の短編映画。

## ストーリー
恋人の暴力で耳に傷を負った娘は、ある日、耳そうじ屋を訪れる。耳の粘膜をくすぐる快楽に魅せられた娘。耳そうじ屋の女性とOLの、性器を介さない性交。妖しい愛のお話です。

## キャスト
- 水野佑美
- 葉山レイコ
- 辻村浩司
- 火田詮子
- 中垣也須子
- 伊藤佳載
- レオナルド備前

## 上映
- プラネット映画祭2004
- 2004年第13回東京国際レズビアン&ゲイ映画祭（7月17日）隣のデキごと-日本インディーズ短編集[2]
- 2004年ショートショートフィルムフェスティバル 大阪/招待（8月1日）
- 2006年（第2回）香川レインボー映画祭（11月25日）[3]
- プラネット短編映画祭2008（3月30日）[4]